# Faith School Menace?
Faith School Menace? (dt.: Bedrohung durch Glaubensschulen?) ist eine britische Fernsehdokumentation, die von Richard Dawkins veröffentlicht wurde. Dawkins führt auch als Interviewer und Erzähler durch den Film. Er untersucht Gründe, Praxis und Gefahren durch Glaubensschulen in Großbritannien. Im August 2010 wurde der Film zuerst auf More4 gezeigt.

## Inhalt
Dawkins interviewt Eltern, die eine Religiosität vorgetäuscht haben, um ihre Kinder auf die staatlich unterstützten Schulen zu bringen. Dawkins untersucht, ob die Kinder nicht einen hohen Preis dafür zahlen, wenn sie auf Glaubensschulen geschickt werden. Die einzige Religionsschule, die zu einem Interview mit Dawkins bereit war, war die islamische Madami High School. Die Lehrerin behauptet zwar, dass man offen sei und die Kinder zu eigenem Denken anregen würde, aber trotzdem kämen alle zum gleichen Ergebnis, nämlich, dass die Evolutionsbiologie abzulehnen sei. Er interviewt daraufhin die Schülerinnen zu wissenschaftlichen Themen und stellt fest, dass sie eine große Unwissenheit zeigen. Ein britischer Muslim bedauert, dass sich Migranten freiwillig in eine Isolation zurückziehen. Dawkins befürchtet, dass die Glaubensschulen zu Tribalismus führen. Als Beispiel gibt er Nordirland an, wo die Bevölkerung zu 95 % weiterhin durch das Bildungssystem getrennt ist. Die konfessionell gemischten Schulen betragen nur 5 %. Dabei interviewt er auch einen Priester, der die Meinung vertritt, Religionsschulen hätten nichts Trennendes.
Unter anderem wurde der ehemalige Innenminister Charles Clarke interviewt, warum unter der Regierung Blair Religionsschulen wieder eingeführt wurden. Er sagte, er sei von der früheren Politik, keine Glaubensschulen zu unterstützen abgerückt, weil eine Nichtunterstützung der Religionsschulen „politischer Selbstmord“ sei.
Dawkins zitiert auch aus der Richtlinie der Church of England, dass man auf die Kinder zielen sollte, die keinen Glauben haben.
Andre Cobson, von der British Humanist Association ist ein weiterer Interviewpartner.